# Kaposmérő
Kaposmérő község Somogy vármegyében, a Kaposvári járásban.

## Fekvése
A vármegye középső részén fekszik, a megyeszékhelytől, Kaposvártól mintegy 8 kilométerre nyugatra. Belterületének déli szélén húzódik a Kapos folyó, azon túl a zselici dombok szép környezete határolja; a falutól északra sík vidéket találunk.
A közvetlenül határos települések: észak felől Hetes, északkelet felől Juta, kelet felől Kaposújlak, délkelet felől Kaposszerdahely, dél felől Szenna, délnyugat felől Bárdudvarnok, nyugat felől pedig Kaposfő.

### Megközelítése
Legfontosabb közúti megközelítési útvonala a 610-es főút, mely végighúzódik a belterületén, valamint a 61-es főút, mely az ország távolabbi részeivel kapcsolja össze, lakott területeit viszont észak felől elkerüli. Északi szomszédjával, Hetessel egy 1996-ban épült önkormányzati út köti össze.
A hazai vasútvonalak közül a Dombóvár–Gyékényes-vasútvonal érinti, melynek egy megállási pontja van a határai között; Kaposmérő vasútállomás a falu északi határában található, közúti elérését csak önkormányzati utak biztosítják.
A vármegyeszékhely közelsége miatt az autóbuszjáratok is sűrűn közlekednek.

## Története
Kedvező fekvése és adottságai révén Kaposmérő Somogy legrégebbi településeinek egyike.
A község területe és környéke már az őskorban is lakott terület volt. A Kapos völgye a népek egyik fő közlekedési útvonala lett. A közlekedési utak egyik állomása Kaposmérő is, hiszen a folyó máshol oly széles ártere itt – a mai Dobogó-híd környékén – összeszűkül, és átkelőhelyet biztosít a késő őskor emberének.
Az ember nyomát a kőkorszaktól kezdve megtaláljuk a határban. A téglagyár területén őskori kelta telepre utaló leleteket, maradványokat ástak ki, amelyek földművelésre és állat-tenyésztésre utalnak. Darray Kálmán, az Archeológiai Értesítő 1910-es számában írja le a leletet:
A kaposmérői vaslelet tizenegy darab érdekes vaseszközt tartalmazott, melyek gazdasági eszközökből és szerszámokból álltak. A lelet legérdekesebb darabja a láncszemekből alkotott karikás zabla.
A Római Birodalom bukása után a hunok, germánok, gótok és longobárdok éltek e tájon. A 6-8. századi avar birodalom is itt hagyta nyomát. A téglagyár területén egy közép- és késő avar kori temető maradványait az 1980-as évek második felétől tárta fel leletmentés céljából a Somogy Megyei Múzeum.
Mérő nevét 1246-ban említette először oklevél, ekkor nyerte adományul IV. Béla királytól a Mérey család. A Mérő helynév e családnévből keletkezett, a Kapos előtag a folyó mellékére utal.
A középkorban a település legfőbb birtokosai az osztopáni Perneszi család tagjai voltak. A községhez tartozó Tokaj-puszta a középkorban falu volt. 1598-1599-ben Mérő osztopáni Perneszy Andrásé volt. 1621-ben Perneszi János itteni birtokait Csepely Györgynek idegenítette el. 1678-ban Csepely György özvegye Perneszi Ferenc birtokait vásárolta meg. 1688-ban a község 5 házból állott 15 lakossal.
A falu népességét tekintve gyors ütemben nőtt a lakosság száma. 1699-ben 25 jobbágy gazda, 11 házatlan zsellér, 3 kereskedő él itt. A faluban 1748-ban egyszerű harangláb állt, rajta 40 fontos harang, kerítés és kereszt nélkül való; temetőjében katolikusok és reformátusok temetkeztek. 1767-ben a földesúr katolikus mestert hozott a faluba, akinek a házát és fizetését is ő maga adta 3 évig. A kaposszentbenedeki plébánia 1777-ben alakult meg, és Mérőt is hozzácsatolták. Iskolaépület hiányában a tanítók feltehetően a nemesi családok és a módosabb falusi családok gyermekeit háznál tanították.
1785-ben építtette meg a Gaál család kegyúri templomát. A ma is eredeti formájában álló templom egyhajós, félkör alakú szentéllyel, sekrestyével, késő barokk stílusban épült. A faluban 1819-ben még nem volt katolikus iskola, az állásban lévő Domonkos János házaknál tanított. 1900-ban jelent meg a faluban az első körorvos. 1904-ben modern gőztéglagyárt épített Rotter Bernát és fia. A község északi határában, a vasút mellett található gyár ma már nem működik.
A 19. század végén a faluban két felekezeti iskola működött. Az egyik 1892-ben épült, épületét 1976-ban bontották le. A másik 1867-ben épült, 1904-ben bővült, az átépített épületet ma is használják tanterem és lakás céljára. A tanító Ropolyka József, aki népírnoki és jegyzői munkát is végzett. 1917-ben Máté Ignác tanító mellé Papp Ilona tanítónőt rendelte a tanfelügyelőség.
Az 1948. szeptember 1-jén történt államosítás óta általános, majd körzeti általános iskola működött Kaposmérőben 1991. január 1-ig. Az új iskolaépületet 1972-ben építették, amikor a Gaál illetve Skublics család kúriájából kiköltözött az intézmény, s régi helyén a konyha és az ebédlő kapott helyet.
Kaposmérő az 1940-es években kisközség volt körjegyzőséggel, autóbusz-megállóval és vasútállomással, amit az 1872-ben épített Dombóvár–Zákány- illetve az 1906-ban épített – innen elágazó – Kaposvár–Barcs-vasútvonalaknak köszönhetünk. (Utóbbit 1979-ben megszüntették.) Önálló postahivatala és csendőrsége volt.
A szovjet csapatok (a 3. ukrán front 57. hadserege) 1944. december 3-án vonultak be Kaposmérőbe, és így a porták nagy része felszerelését, berendezését tekintve igen jelentős károsodást szenvedett. A lakosság 1945 húsvétján tért haza végképp.
1945 húsvét után körülbelül 1000 katasztrális hold föld és 152 házhely kiosztására került sor Kaposmérőben. 1952-ben 400 katasztrális holddal megalakult a Zrínyi Miklós Termelő-szövetkezeti Csoport 21 családból 47 taggal.

Kaposvár és környéke térképe

A mai Kaposmérő területe összesen 1398 hektár, amiből belterület 157 hektár, külterület 1240 hektár. A belterületi lakások száma 818. A község aktív lakosságának körülbelül 75%-a eljáró, az ingázás fő iránya Kaposvár.
Az önkormányzat 1990. október 26-án tartotta alakuló ülését. Ekkor tette le hivatali esküjét a polgármester és a 9 fős képviselő-testület. 1991. január 1-jétől működik Kaposmérő és Kaposújlak Községek Körjegyzősége Kaposmérő székhellyel.
Ezt megelőzően 1950-től működött a tanácsi közigazgatás, mely az 1855-ben alsófokú közigazgatási központként létrehozott Kaposmérői Körjegyzőség jogutódja volt, 1966-tól Kaposújlakkal, 1977-től Bárdudvarnokkal közös községi tanács szervezetben.
Kaposmérő legnagyobb intézménye a Hunyadi János Általános Iskola. A kaposmérői diákok mellett a környező településekről - Bárdudvarnokról és Kaposújlakról is érkeznek ide tanulók.
Elsőtől nyolcadik osztályig minden gyermek tanulhat angol vagy német nyelven, valamint zongora-, furulya- és gitároktatás közül is választhatnak. Kialakítottak egy számítástechnikai szaktantermet és egy nyelvi labort is. A szakkörökben főleg a tehetséggondozásra helyezik a hangsúlyt: angol-, német-, sakk-, matematika-, képzőművészeti és irodalmi szakkör működik.
Az iskola több tanteremmel bővült, a javítási és bővítési munkálatok 2000 januárjában befejeződtek. 1993-ban épült a modern tornacsarnok, melyben a tantervi sportfoglalkozásokon kívül különböző tanfolyamok, foglalkozások zajlanak.
Kaposmérőben az 1940-es évektől működött nyári, idényjellegű óvoda különböző helyeken 1963-ig, amikor a mai helyén megkezdte működését az egycsoportos, 2 óvónőt és egy dadát foglalkoztató állandó intézmény. Az épületet társadalmi és intézményi összefogással 1980-ban, majd 1983-ban bővítették, és azóta 4 óvodai csoport működik 100-110 fővel, 8 óvónővel, 4 dadával. 1991. január 1-je óta működik a Faluház, amely az 1830-as években épült kúriában kapott helyet, amely Nemeskéri Kiss Gábor, majd Kovács Sebestyén Gyula tulajdona volt. Nemrég még itt, a Faluházban volt található a Községi és Iskolai Könyvtár, de mára ez az iskola épületébe költözött. A könyvtárban 560 beiratkozott olvasó 15000 kötet könyv, valamint 15 féle napilap és folyóirat közül választhat. A Faluházban működik az 1995-ben megalakult Passio Tánccsoport, és az 1996-ban alakult 60 tagú Nyugdíjas Klub. A klubnak van egy 25 tagú asszonykórusa is.
A Faluház udvarán két kopjafa és egy faragott kapu áll, melyet a faragó szakkör állított 1991. március 15-én az 1848–49-es szabadságharcban részt vett nemzetőrök emlékére. Az emlékoszlopra Alsószilágyi Gaál Alajos honvéd százados és Mérey Mór címzetes őrnagy nevét vésték fel.
A községben 1990. október 20-án Szigetvári György Ybl-díjas építész tervei alapján Dabóczi József építész rézdomborításával díszítve avatta fel a község lakossága a 70 éve óhajtott I. világháborús, és a 45 évig meg nem valósított II. világháborús hősök és áldozatok emlékművét a katolikus templom kertjében. A fekete gránittáblákra 44 első világháborús hősi halott és 56 második világháborús elesett katona, elhurcolt zsidó kaposmérői lakos nevét vésték fel.
A község közegészségügyi ellátását 1900 óta szolgálja körorvos. Jelenleg 2 orvosi körzet működik a községben. Fogorvos 1988. február 1. óta dolgozik egy asszisztenssel. Az egészségügyben két körzeti ápolónő és egy védőnő is dolgozik.
1988 óta működik a kaposmérői KÁBEL TV Egyesület. A falu helyi csatornája mellett ma akár már 35 program közül válogathatnak a Kábel TV-t használó lakók.
1985-ben bevezették a földgázt a faluba. Valamennyi intézmény és háztartások 90%-a földgázzal fűtött. A földkábeles telefonhálózaton a lakosság 90%-a elérhető. 1987-ben cserélték a község központjában lévő víztornyot 200 köbméteres glóbuszra, mely a zavartalan vízellátást biztosítja. A községnek 18 utcája van, ezek szilárd burkolattal és többségükben kétoldali járdával rendelkeznek.

## Közélete

### Polgármesterei
- 1990–1994: Hajszán Tibor (független)[3]
- 1994–1998: Hajszán Tibor (független)[4]
- 1998–2002: Hajszán Tibor (Fidesz)[5]
- 2002–2006: Dr. Víg József (független)[6]
- 2006–2010: Harangozó Csaba (független)[7]
- 2010–2014: Prukner Gábor (Fidesz-KDNP)[8]
- 2014–2019: Prukner Gábor (Fidesz-KDNP)[9]
- 2019–2024: Prukner Gábor (független)[10]
- 2024– : Prukner Gábor (független)[1]

## Népesség
A település népességének változása:
| Lakosok száma | 2407 | 2424 | 2433 | 2385 | 2352 | 2385 | 2317 |
|               | 2013 | 2014 | 2015 | 2021 | 2022 | 2023 | 2024 |

A 2011-es népszámlálás során a lakosok 90,9%-a magyarnak, 3,8% cigánynak, 0,2% horvátnak, 0,2% lengyelnek, 0,9% németnek, 0,1% románnak mondta magát (9,1% nem nyilatkozott; a kettős identitások miatt a végösszeg nagyobb lehet 100%-nál). A vallási megoszlás a következő volt: római katolikus 51,9%, református 13,1%, evangélikus 1,1%, felekezet nélküli 13,8% (18,7% nem nyilatkozott).
2022-ben a lakosság 89,5%-a vallotta magát magyarnak, 3,9% cigánynak, 1,1% németnek, 0,1-0,1% horvátnak, románnak, szlováknak és lengyelnek, 2,9% egyéb, nem hazai nemzetiségűnek (10,5% nem nyilatkozott; a kettős identitások miatt a végösszeg nagyobb lehet 100%-nál). Vallásuk szerint 37,6% volt római katolikus, 9,8% református, 1,2% evangélikus, 0,7% egyéb keresztény, 0,6% egyéb katolikus, 13,1% felekezeten kívüli (36,7% nem válaszolt).

## Nevezetességei

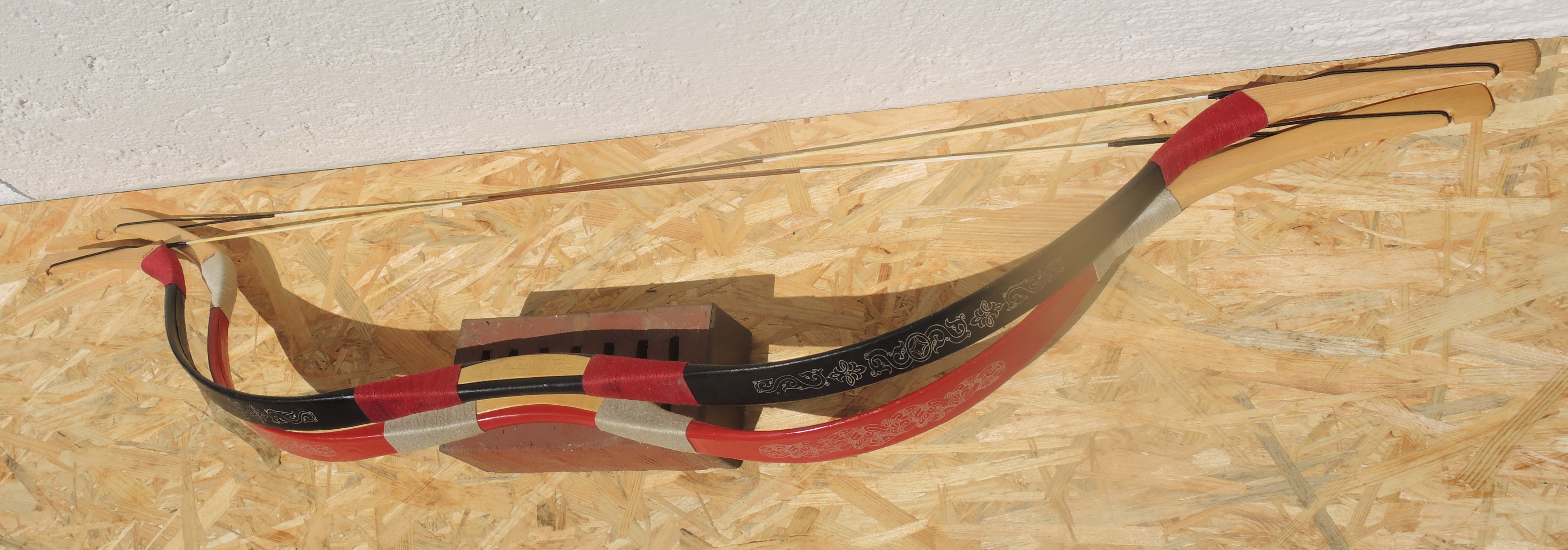
A Kassai-íj Kaposmérő helyi értéke

- Ősmagyar jurta, lovasíjász-bemutató (Kassai-völgy), Kassai-féle lovasíjász módszer (hungarikum, Kaposmérő helyi értéke) és a Kassai-íj (Kaposmérő helyi értéke)
- Temetőkerítés és emlékhely (38 faragott kopjafa, Kaposmérő helyi értéke)
- Műemlék római katolikus templom (országos érték)
- Református templom (Kaposmérő helyi értéke). 1913-ban felavatott orgonáját a második világháború végén a templomot is kifosztó szovjetek annyira megrongálták, hogy használhatatlanná vált. Felújítására és működőképessé tételére 2016-ban került sor.[13]
- Kapos-folyó völgye (Kaposmérő helyi értéke, Somogy vármegye értéke)
- Harangláb, mellette egy 102 éves kőkereszt és egy világháborús hősi emlékmű[14] – Ebédvesztőpuszta (Kaposmérő helyi értéke, 2016 óta a somogyi értéktár része is[15])

## Nevezetes szülöttei
- Fodor András költő

## Képek

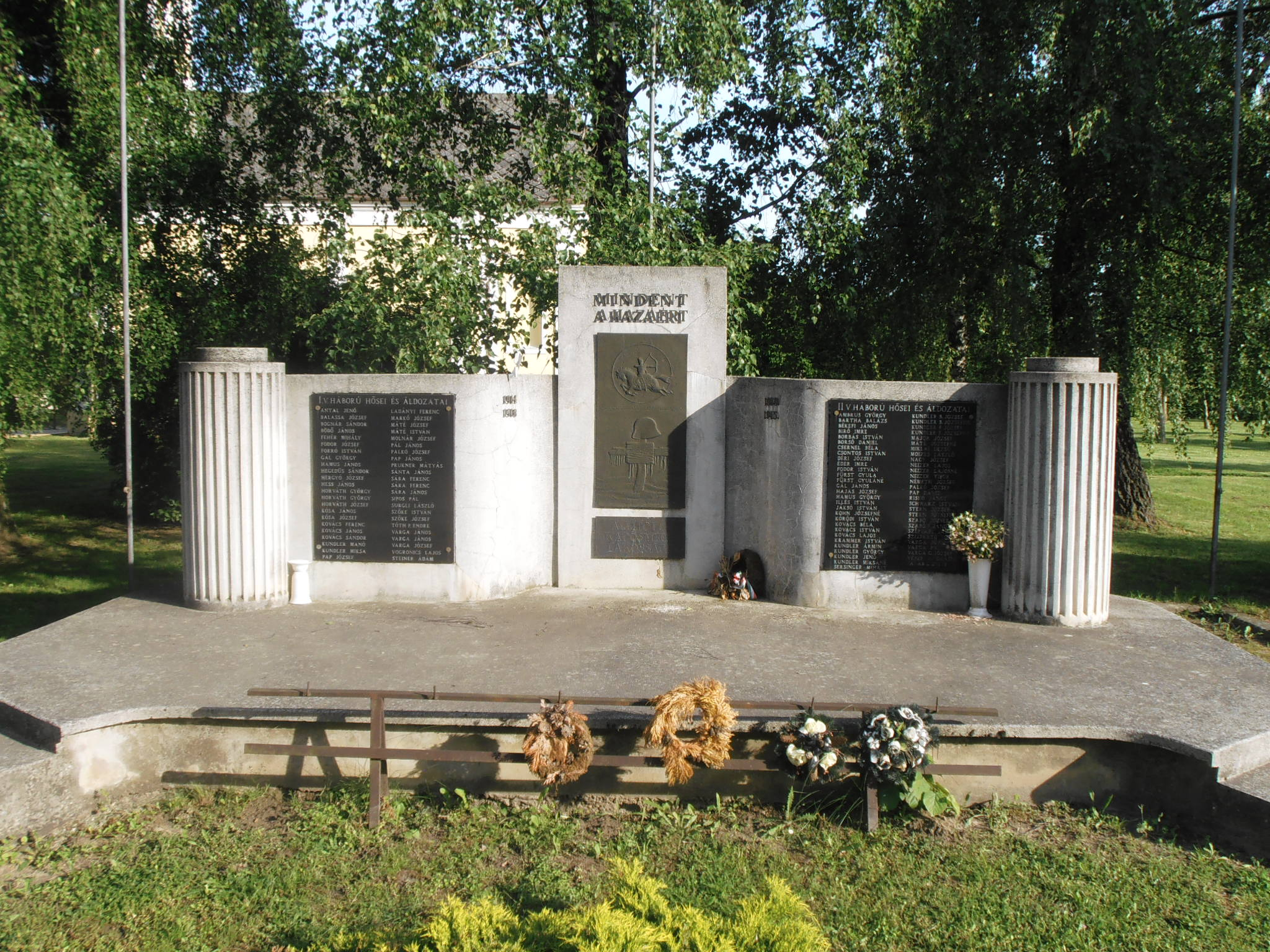
Háborús emlékmű
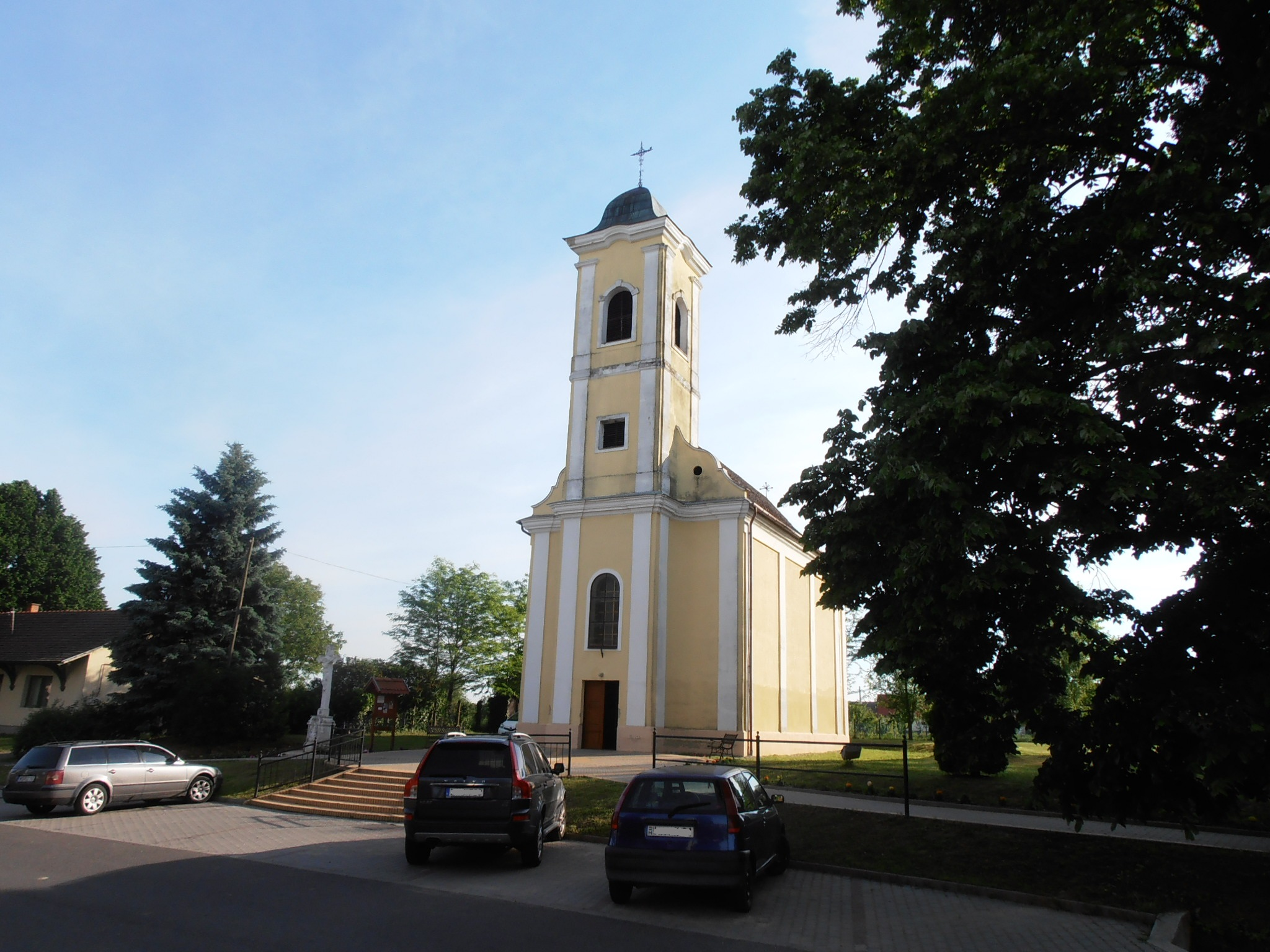
Katolikus templom
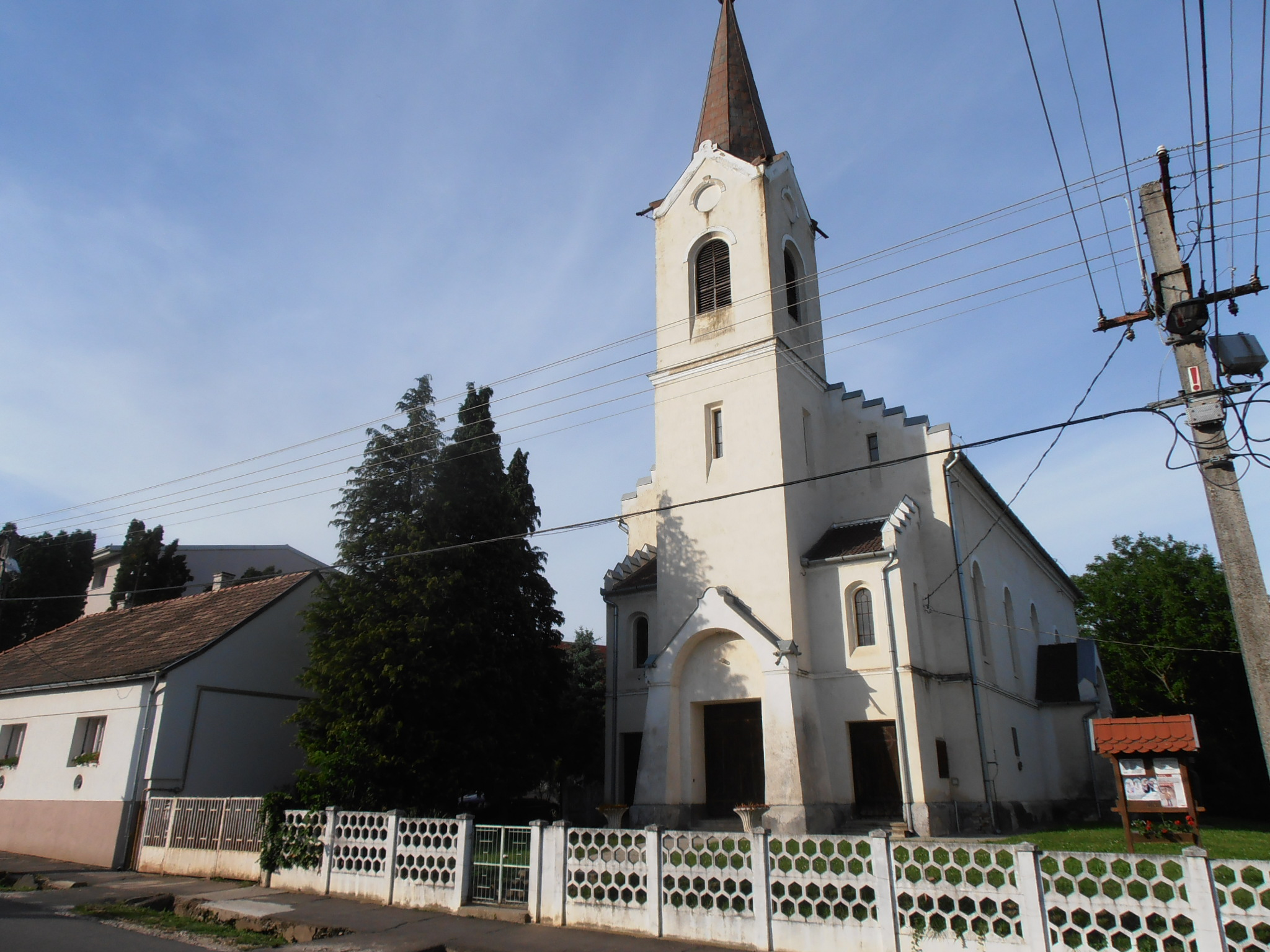
Református templom
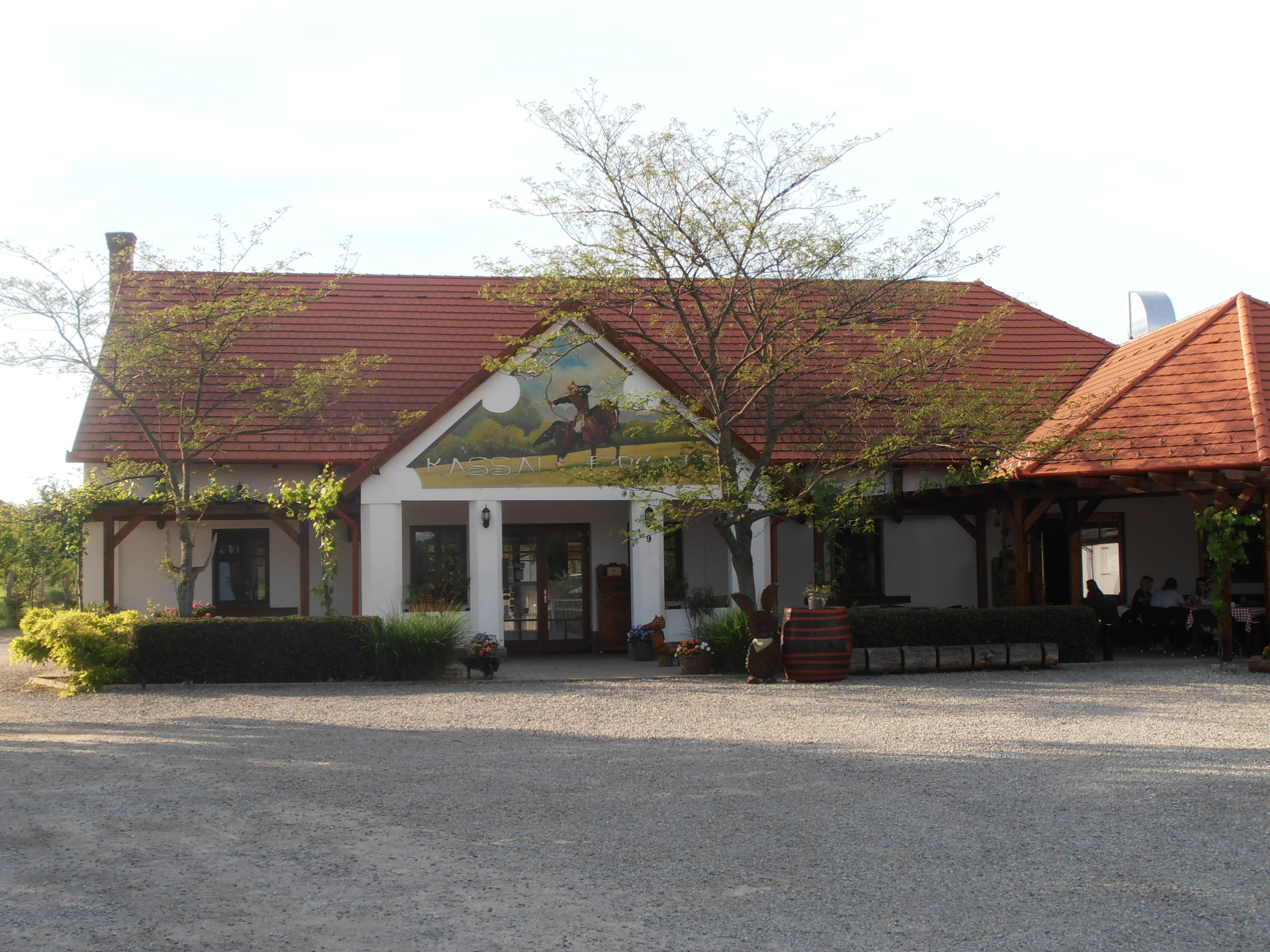
Kassai Fogadó
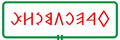
Kaposmérő neve rovással
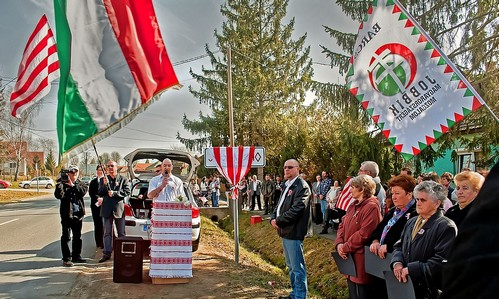
Rovásos helynévtábla-avatás (2011. március 15.)

## Egyéb
Sportegyesülete:
Kaposmérő Futball Klub- Megye 1. bajnokság(4. liga).